# Ausencio Chávez Hernández
Ausencio Chávez Hernández (San Lucas, Michoacán, México; 18 de noviembre de 1940-Ciudad de México, 24 de mayo de 2019) fue un político y economista mexicano afiliado al Partido Revolucionario Institucional. Fue gobernador de Michoacán de 1992 a 1996 y embajador de México ante Ecuador de 1998 a 2000.

## Primeros años
Ausencio Chávez Hernández nació en el municipio de San Lucas, Michoacán, el 18 de noviembre de 1940. Fue hermano menor de José Servando Chávez Hernández, quién fue gobernador de Michoacán de 1970 a 1974. Estudió la licenciatura en economía en la Universidad Nacional Autónoma de México. Fue diputado del Congreso del Estado de Michoacán en la LXIV Legislatura y delegado federal de la Secretaría de Agricultura y Recursos Hidráulicos (SARH). Estuvo vinculado al Grupo Atlacomulco. Se casó con Vita Elba Martínez de Chávez y tuvo dos hijos, Vita Elva Chávez Martínez y Alfredo Chávez Martínez.

## Gobernador de Michoacán
Tras las Elecciones estatales de Michoacán de 1992 resultó elegido el candidato del Partido Revolucionario Institucional, Eduardo Villaseñor Peña. El candidato del Partido de la Revolución Democrática (PRD), Cristóbal Arias Solís, acusó que las elecciones fueron fraudulentas y se negó a reconocer la gubernatura de Villaseñor Peña. Como respuesta a las masivas movilizaciones en su contra, Villaseñor Peña pidió licencia de su cargo a tan solo 21 días de haber empezado a ejercerlo. El Congreso del Estado de Michoacán le concedió licencia del cargo durante un año y nombró a Ausencio Chávez Hernández como gobernador interino de Michoacán.
En 1993 el Congreso del Estado renovó la licencia de Villaseñor Peña por un año más, manteniendo a Ausencio Chávez como gobernador interino. Para 1994 Villaseñor Peña presentó su licencia definitiva del cargo de gobernador. En consecuencia, y para evitar que Ausencio Chávez tuviera que ejercer como gobernador sustituto durante otros cuatro años, el Congreso del Estado decidió aprobar una reforma constitucional, adelantando para 1995 las elecciones para la gubernatura.

## Años posteriores
El 18 de marzo de 1998 Ausencio Chávez fue nombrado por el presidente Ernesto Zedillo como embajador de México ante Ecuador. Terminó su encargo el 29 de febrero de 2000. Fue coordinador general de delegaciones federales de la Secretaría de Educación Pública durante el periodo en que Emilio Chuayffet fue secretario de educación, de 2012 a 2015. Ausencio Chávez Hernández falleció el 24 de mayo de 2019 en la Ciudad de México.